# Матрица General Electric
Матрица General Electric (мультифакторный анализ General Electric), также называется матрицей рост-доля рынка — это метод, используемый в бренд-маркетинге и управлении продуктом, чтобы помочь компании решить, какие продукты следует развивать. Он концептуально похож на матрицу БКГ, но несколько сложнее. Как и в матрице БКГ, создается двумерная матрица. Однако в случае с матрицей GE зависит от нескольких факторов. Модель GE/McKinsey представляет из себя матрицу, состоящую из 9 ячеек для сравнительного анализа стратегических направлений бизнеса компании.
Каждый продукт, бренд или услуга отображается в матрице на основе своей привлекательности рынка и конкурентоспособности. Данная матрица впервые была разработана компанией Маккинзи для «Дженерал Электрик» в 1970-х годах.

Матрица GE- McKinsey, где relativen Wettbewerbsvorteil -Относительное конкурентное преимущество, Marktattraktivität Привлекательность рынка, Expandieren- расширять, Auswählen-выбор, Abschöpfen -выводить.

## Применения матрицы
Данная модель нацелена на оценку существующего портфеля стратегических бизнес-единиц и разработку стратегии для достижения роста за счет добавления новых продуктов и анализа развития бизнес-единиц.
Любая компания нуждается в выверенной стратегии, однако существует множество моделей, способных вывести компанию на траекторию экономического роста и значительного уровня рентабельности, и моделей, позволяющих «держаться на плаву». Какой из предложенных вариантов выберет фирма, решают стратегические менеджеры компании, которые умеют лавировать в сложившихся конкурентно-рыночных условиях.
Чтобы оценить свои текущие возможности и перспективы развития, составляется матрица (модель) поведения фирмы на рынке, желательно учитывающая, все сильные и слабые стороны фирмы в общем портфельном анализе. Часто для сравнительного анализа, при наличии значительного числа бизнес-единиц (подразделений компании) или широкого перечня продуктовой линейки применяется модель GE/McKinsey.

## Построение матрицы
Матрица строится в сетке 3x3 с рыночной привлекательностью нанесенной на оси Y и конкурентоспособности на оси x, причем оба измерения имеют высокий, средний или низкий балл.
Матрица модели
- Привлекательность рынка высокая и Конкурентоспособность высокая -Удержание и упрочение позиций (1.1)
- Привлекательность рынка средняя и Конкурентоспособность высокая -Выборочный сбор урожая или инвестирование (1.2)
- Привлекательность рынка низкая и Конкурентоспособность высокая -Сбор урожая (1.3)
- Привлекательность рынка высокая и Конкурентоспособность средняя -Инвестиции в рост (2.1)
- Привлекательность рынка средняя и Конкурентоспособность средняя -Сегментирование и выборочное инвестирование (2.2)
- Привлекательность рынка низкая и Конкурентоспособность средняя -Сбор урожая под присмотром (2.3)
- Привлекательность рынка высокая и Конкурентоспособность низкая -Выборочное инвестирование или уход с рынка (3.1)
- Привлекательность рынка средняя и Конкурентоспособность низкая -Контролируемый уход или сворачивание инвестиций (3.2)
- Привлекательность рынка низкая и Конкурентоспособность низкая -Уход с рынка или ослабление конкурентов (3.3)[2]

Пять шагов, которые должны быть рассмотрены для того, чтобы сделать матрицу;
- Перечислить ассортимент продукции, производимой СБЕ (Стратегическая Бизнес Единица)
- Определить факторы, которые делают конкретный рынок привлекательным
- Оценить, где СБЕ находится на этом рынке
- Определить необходимые процессы, посредством которых достигается увеличение конкурентоспособности и привлекательности рынка
- Определить, к каким категориям СБЕ принадлежит: высокой, средней или низкой.[3]

### Привлекательность рынка
Привлекательность рынка показывает, насколько выгодно это для компании, чтобы войти на него и конкурировать на этом рынке. Она основана на различных факторах: размер рынка и ставка, по которой он растет, возможности продаж, число конкурентов в отрасли и их слабости.

### Конкурентоспособность
Это поможет решить, будет ли компания достаточно компетентна, чтобы конкурировать на данном рынке. Через конкурентоспособность могут быть определены факторы внутри самой компании: активы и запасы, доля компании на рынке и развитие этой доли, положение на рынке своего бренда и лояльность клиентов к данному бренду, креативность, создание новых продуктов, колебания, а также учёт охраны окружающей среды и проблемы с госорганами, такие как потребление энергии, утилизация отходов и т. д.

### Измерения привлекательности рынка и конкурентоспособности
Оценить привлекательность отрасли можно, выполнив следующие процедуры: выбрать существенные критерии оценки (ключевые факторы успеха для данного отраслевого рынка); присвоить вес каждому фактору, который отражает его значимость в свете корпоративных целей (сумма весов = 1); дать оценку рынка по каждому из выбранных критериев от единицы (непривлекательный) до пяти (очень привлекательный); умножить вес на оценку и просуммировать полученные значения по всем факторам, в результате получить взвешенную оценку рейтинга привлекательности рынка данной Стратегической Единицы Бизнеса

## Инвестиционные Стратегии
При рассмотрении инвестиций, в первую очередь её надо рассматривать, на какие окна из матрицы СБЕ выпадает данный продукт .

### Расти
СБЕ, классифицированные в эту категорию привлекают различные компании по инвестициям, так как они рассчитывают получить высокую отдачу в будущем. Эти инвестиции должны быть разделены на категории, такие как исследования и разработки, приобретение прочих СБЕ, обширная реклама и расширение производственных мощностей.

### Селективность
СБЕ, которые имеют большую неоднозначность попадают в эту категорию. В них, как правило, инвестируют только в случае, если есть перспектива компетенций в области управленческих и корпоративных возможностей и если у компании остались деньги после инвестирования в 'расти' бизнес-единицы.

### Урожай
СБЕ работает плохо в непривлекательных отраслей, классифицированных в данную категорию. В них инвестировать только если они генерируют достаточно денег, равных сумме инвестиций, в противном случае, они могут быть ликвидированы.

## Преимущества
- Повышает осведомленность менеджеров о производительности своей продукции на рынке и помогает в разработке стратегий, чтобы получить максимальную отдачу от имеющихся ресурсов.[9]
- Помогает извлечь информацию о сильных и слабых сторонах того или иного подразделения и разрабатывать стратегии, чтобы ускорить и улучшить производительность.
- Оценка бизнеса на выращивании и в предоставлении информации о потенциальных рыночных возможностей.
- Он является более сложным по сравнению с матрицей БКГ.

К преимуществам можно отнести то, что модель позволяет рассматривать динамику второго фактора — привлекательность стратегической зоны бизнеса. Кроме того, здесь значительно расширен стратегический выбор

## Ограничения
- Существуют проблемы с оценкой веса каждого фактора.[11]
- Разработка таблицы GE. е. является очень дорогой и трудоемкой.
- Инвестиционные стратегии часто не реализуется в точном и правильном порядке.
- Модель находится в большой зависимости от субъективного мнения экспертов при её составлении. К тому же деление силы бизнеса на низкую, среднюю и высокую, на наш взгляд, так же достаточно субъективно, поскольку нет четко количественно очерченных критериев выделения данных параметров.
- Нахождения места фирмы в матрице и дальнейшая стратегия для неё носит рекомендательный характер. И не определяет, какие из стратегических решений следует предпочесть, менеджер опять-таки должен положиться на собственное субъективное мнение и накопленный опыт.
- Стратегия компании позволяет фирме занимать ту или иную нишу на рынке с целью получения высокого уровня доходности, однако ни одна из стратегий не учитывает все рекомендуемые параметры. Поэтому при функционировании фирмы следует исследовать вспомогательные стратегии в производстве, маркетинге, финансах, применении рабочей силы, поскольку одновекторность стратегии не является аксиомой.
- Лучшей стратегией является та, которая не требует радикальных изменений, однако если изменяться тенденции мирового, а соответственно и внутреннего рынков, что повлечет изменение в действиях игроков, сможет ли данная модель учитывать подобные изменения?
- Можно утверждать, что при проводимом анализе присутствует вероятность получить неоднозначные результаты, в силу того, что будет положено в основу категории «привлекательность рынка». Например, если учитывать те критерии, как сделали мы выше, выделив рыночные структуры (их конкурентные преимущества, относительный размер, относительную доходность, дифференциацию товара, вход и выход с рынка), или же учитывать только товары, а может только конкретные ниши, в которых представлены позиции компании?[2]

## Сравнение с матрицей БКГ
По сравнению с матрицей БКГ, которая состоит из четырёх клеток, матрица GE является более сложной — из девяти клеток. это означает, что она не только занимает больше времени для, чтобы построения, но и для реализации. Матрица БКГ намного проще. Она учитывает целый ряд факторов при определении рыночной привлекательности и сильных сторон предприятия, которое заменяется доля рынка и рост рынка в матрице БКГ. Кроме того, где факторы классифицируются в матрице GE, как высокий, средний и низкий, в БКГ матрице делятся как высокий и низкий. Кроме того, в матрице GE преодолеваются многие из ограничений матрицы БКГ.